# Capula (Michoacán)
Capula est une ville et une ville de la municipalité de Morelia située dans l'État mexicain de Michoacán.
Après la conquête du Mexique, Vasco de quiroga a rassemblé les Indiens Purépecha dans plusieurs villages autour du lac Pátzcuaro, et a encouragé chacun d'entre eux à adopter un artisanat spécifique comme moyen de survie. Sa vision perdure des années plus tard : Capula pour sa poterie de couleur rouille.
En automne, dans ce village, se tient un festival annuel appelé Les Calacas de Capula, qui présente une exposition d'artistes de Capula.